# Empoasca panda
Empoasca panda är en insektsart som beskrevs av Delong 1931. Empoasca panda ingår i släktet Empoasca och familjen dvärgstritar. Inga underarter finns listade i Catalogue of Life.